# Вершигора Петро Петрович
Петро́ Петро́вич Верши́гора (нар. 3 (16) травня 1905, с. Северинівка Ольгопільського повіту Подільської губернії, тепер Кам'янський район Молдови — пом. 27 березня 1963, Москва, Російська РФСР) — активний учасник українського комуністичного руху опору в роки Другої світової війни, генерал-майор (06.08.1944), письменник. Герой Радянського Союзу (7 серпня 1944). Член КПРС (з 1943 р.)

## Життєпис
Народився 16 травня 1905 року у селі Северинівка (зараз — Кам'янський район Молдови).
У 1925—1927 рр. служив у Червоній армії. Навчався на драматичному факультеті Одеського музично-драматичного інституту, який закінчив в 1930 р. Після цього був актором та режисером на Київській кіностудії. У 1935—1938 роках — студент Московської кіноакадемії, після закінчення якої знову працював на Київській кіностудії (1938—1941).
У роки Другої світової війни (у жовтні 1941 — квітні 1942 року) — командир взводу, роти, батальйону, голова бригади кінофотокореспондентів політвідділу 40-ї армії. У червні 1942 року із завданням Українського штабу партизанського руху підполковник Вершигора був призначений командиром спеціальної диверсійно-розвідної групи НКВС (за іншими даними — ГРУ Генштабу СРСР) «Лезвие» (укр. "Лезо") і був перекинутий літаком у тил німецьких військ до партизанського загону Сидора Ковпака. Мав завданням підтримувати зв'язок загону з Москвою та слідкувати безпосередньо за Сидором Ковпаком, контролювати його, перевіряти на лояльність Москві.
З вересня 1942 року — заступник С. А. Ковпака з питань розвідки в партизанському з'єднанні.
У січні — лютому 1943 року разом з АК займався на Волині знищенням загонів УПА, українських поселень.
Існує альтернативна версія, що під час бою під Делятином на Івано-Франківщині радистка спецгрупи Вершигори Анна Туркіна (Лаврухина) застрелила комісара з'єднання генерала Семена Руднєва двома пострілами у скроню, про що згідно з мемуарами Вершигори, зізналася йому пізніше у 1949 році. Проте, ця версія спростована професором Д. В. Вєдєнєєвим).
Після розгрому під Делятином, залишки з'єднання Ковпака окремими групами пробилися до своєї бази в Поліссі. Після цього Ковпака, за персональною вказівкою Сталіна, як «народного героя» було забрано до Москви, а його з'єднання було перетворено в 1-шу Українську партизанську дивізію імені Ковпака, яку з грудня 1943 року очолив П. П. Вершигора.
Учасник 5 великих рейдів тилами німецької армії, з них рейдами в Польщу та Неманським командував особисто.

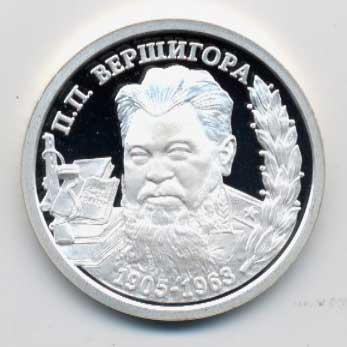
Монета ПМР з портретом П. П. Вершигори

Протягом 1947—1954 рр. — викладач військової академії Генштабу СРСР, потім — завідувач військового відділу журналу «Знамя». З 1955 року звільнений з військової служби в запас.
Автор книги «Військова творчість народних мас» (1961) — про історію партизанського руху з найдавніших часів до Жовтневого перевороту, співавтор праці «Партизанські рейди» (1962).
У документально-белетристичних книгах «Люди з чистою совістю» (1946) (Сталінська премія, 1947), «Карпатський рейд» (1950), «Рейд на Сан та Віслу» (1961), «Іван-герой» (1960), «Рідний дім» (1962) зображував боротьбу радянських партизанів у тилу німецьких військ.
Нагороджений медаллю «Золота Зірка», двома орденами Леніна, орденами Червоного Прапора, Богдана Хмельницького 1-го ступеня, медалями.
15 вересня 2005 року в ПМР введено в обіг срібну монету вартістю 100 придністровських рублів серії «Видатні люди Придністров'я» з портретом Петра Вершигори.